# Ро Волопаса
Ро Волопаса (лат. ρ Boötis), 25 Волопаса (лат. 25 Boötis), HD 127665 — тройная звезда в созвездии Волопаса на расстоянии приблизительно 149 световых лет (около 45,6 парсеков) от Солнца. Возраст звезды определён как около 4,31 млрд лет.

## Характеристики
Первый компонент (CCDM J14318+3022A) — оранжевый гигант спектрального класса K3III, или K0. Видимая звёздная величина звезды — +3,8m. Масса — около 2,449 солнечных, радиус — около 18,545 солнечных, светимость — около 124,087 солнечных. Эффективная температура — около 4441 K.
Второй компонент — коричневый карлик. Масса — около 36,71 юпитерианских. Удалён на 2,016 а.е..
Третий компонент (UCAC3 241-113222) — оранжево-жёлтый гигант спектрального класса K-G. Видимая звёздная величина звезды — +11,5m. Радиус — около 9,57 солнечных, светимость — около 53,801 солнечных. Эффективная температура — около 5054 K. Удалён на 42,2 угловых секунды.